# 大分市立今市小学校
大分市立今市小学校（おおいたしりつ いまいちしょうがっこう）は、かつて大分県大分市にあった公立小学校である。

## 概要
1921年（大正10年）に今市尋常高等小学校として開校。約2,900人の卒業生を送り出したが、児童数減少のために2009年（平成21年）から休校し、2014年（平成26年）に閉校した。
かつての本校の校区は、大分市立野津原西部小学校の校区となっている。跡地は、高齢者福祉施設として利用される予定であり、2016年（平成28年）6月から事業者の募集が行われている。

## 沿革
- 1921年（大正10年） - 今市尋常高等小学校として開校[1]。
- 2005年（平成17年）1月 - 大分市編入に伴い大分市立今市小学校に改称。
- 2009年（平成21年）4月 - 休校[2][1]。
- 2014年（平成26年）3月 - 閉校[4][1][3]。